# 穴水站
穴水站（日语：／ Anamizu eki */?）是位於石川縣鳳珠郡穴水町字大町，能登鐵道的七尾線車站（終點站）。

## 概要
車站愛稱為「美味之里站」，當中「まいもん」在能登話中的意思是「美味」。
此站為穴水町的代表車站，從前此站為七尾線和能登線的轉乘車站。曾經從此站可前往輪島（七尾線的一部分）和蛸島（能登線）兩方向。前者於2001年（平成13年），後者於2005年（平成17年）相繼廢止，從此成為七尾線的終點站。另外，在終點站後方還有400米的路軌，該處會作為駕駛體驗會的場地。
在能登鐵道接管路能登線和七尾線前，此站由西日本旅客鐵道（JR西日本）營運。後來當能登鐵道接管能登線後，能登鐵道的車站便改名為「能登穴水站」，以分辨JR西日本和能登鐵道兩家車站。當時能登鐵道設有獨自的木屋風車站大樓。隨著七尾線也由能登鐵道接管，車站大樓使用JR西日本的那一座，並改回車站名稱為「穴水站」。後來，舊能登穴水站的車站大樓變成了能登鐵道的總部（隨著能登線廢止，便遷移至宇出津）。舊大堂部分變成了商店。在跨線橋上於冬天期間會開設蠔料理店「穴水站月台 熱熱亭」。在2015年3月，鄰接車站大樓的地方開設了物產館「四季彩彩」，同時也把車站大樓的外觀進行外牆翻新工程。在「四季彩彩」中販賣了於能登地方的土產物和能登鐵道商品，該處也有蕎麥麵、烏冬類的輕食店。
站內設有車廠和工場。此站設有列車夜間停泊。該車廠在接管七尾線時開始使用。

## 歷史
- 1932年（昭和7年）8月27日 - 鐵道省（國有鐵道）七尾線能登中島站至此站之間開通，此站啟用（當時為一般車站）[1][2][10]。
- 1935年（昭和10年）7月30日 - 七尾線此站至輪島站之間，成為中邊車站[10]。
- 1959年（昭和34年）6月15日 - 能登線此站至鵜川站之間開通，成為轉乘車站[10][11]。
- 1984年（昭和59年）
  - 2月1日 - 終止貨物業務，成為純旅客車站[2]。
  - 12月 - 現時車站大樓竣工[12]。
- 1987年（昭和62年）4月1日 - 伴隨國鐵分割民營化，車站由西日本旅客鐵道（JR西日本）營運[2][11]。
- 1988年（昭和63年）3月25日 - 能登線由第三部門分司「能登鐵道」接管。能登線車站改名為能登穴水站[10][11]。
- 1991年（平成3年）9月1日 - 七尾線七尾站至輪島站之間由能登鐵道接管。同時「能登穴水站」改回「穴水站」，七尾線和能登線合併回一座車站[10][11]。
- 2001年（平成13年）4月1日 - 七尾線此站至輪島站之間廢止[10]。
- 2005年（平成17年）4月1日 - 能登線廢止[10]。
- 2015年（平成27年）3月1日 - 物產館「四季彩彩」啟用。

## 車站構造
車站是一座地面車站，設有2面4線單式、島式和缺角式月台。隨著班次削減、七尾線部分區間廢止和能登線廢止，現時只使用靠近車站大樓的1號月台，只有1面1線的月台作上落乘客之用。2、3號月台主要用作停泊車輛或臨時班次上落客之用，原則上沒有定期旅客列車於上述月台到發。
0號港灣式月台是在七尾線接管時使用，當時為「能登穴水站」的月台。在與穴水站合併後，從此站出發的下行列車會使用0號月台，但是在能登線廢止，事實已經不能使用。後來，曾經在能登鐵道上行走的NT100形柴油列車和NT800形柴油列車會停泊在該月台。而在還有輪島、蛸島方向的鐵路服務時，當時原則上1號月台線是七尾方向，2號月台為能登線方向，3號月台為輪島方向。
此站是直營車站，設有綠色窗口（以JR指定旅行社營業所的方式存在。旅行業登錄編號：石川縣知事第2-138號）和自動售票機。

### 月台
| 月台 | 路線                                   | 方向                                   |
| ---- | -------------------------------------- | -------------------------------------- |
| 0    | （列車停泊專用月台）                   | （列車停泊專用月台）                   |
| 1    | ■能登鐵道七尾線                        | 和倉溫泉、七尾方向                     |
| 2、3 | （回廠列車等候專用，臨時列車停靠專用） | （回廠列車等候專用，臨時列車停靠專用） |

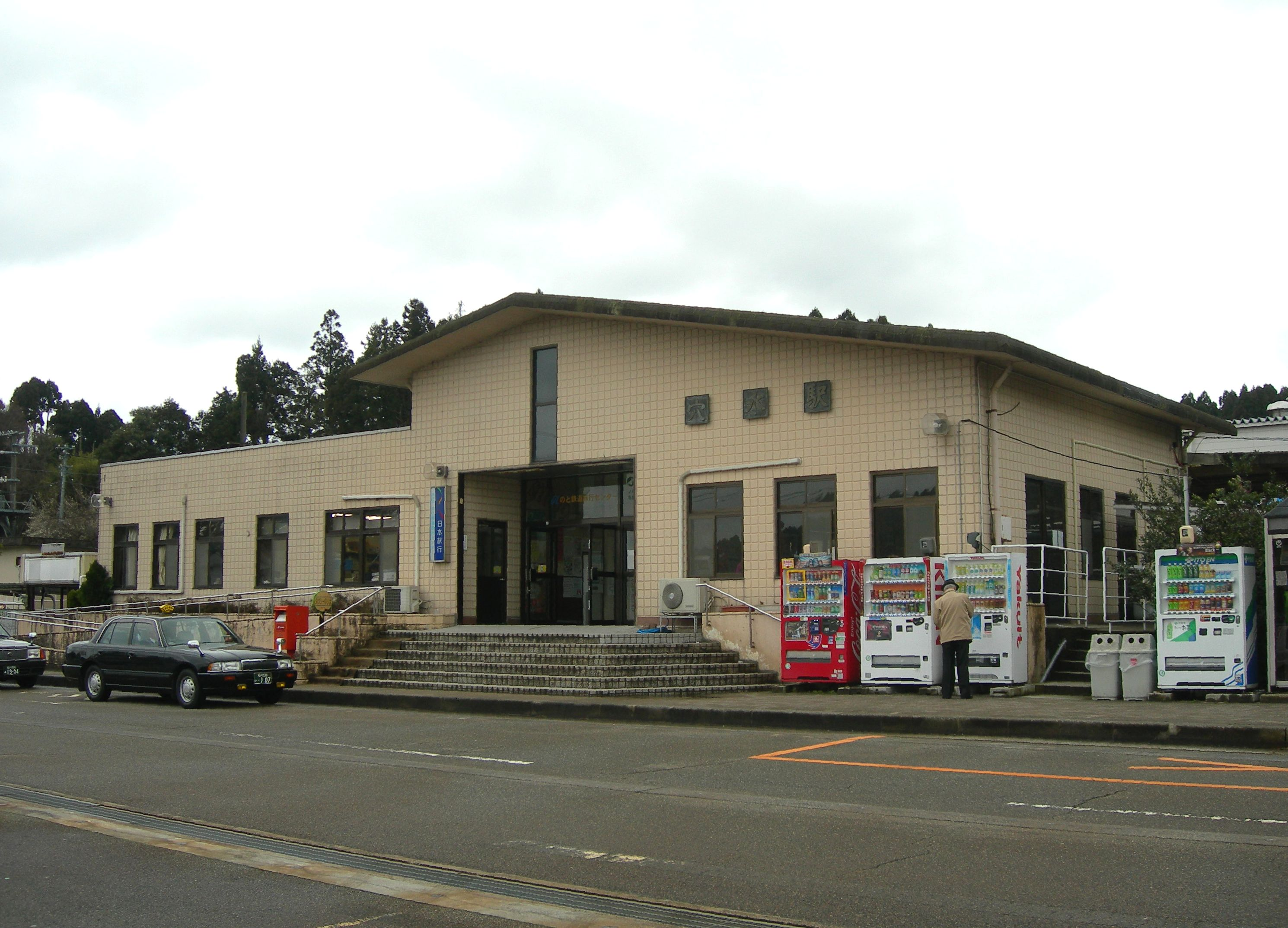
翻新前的車站大樓
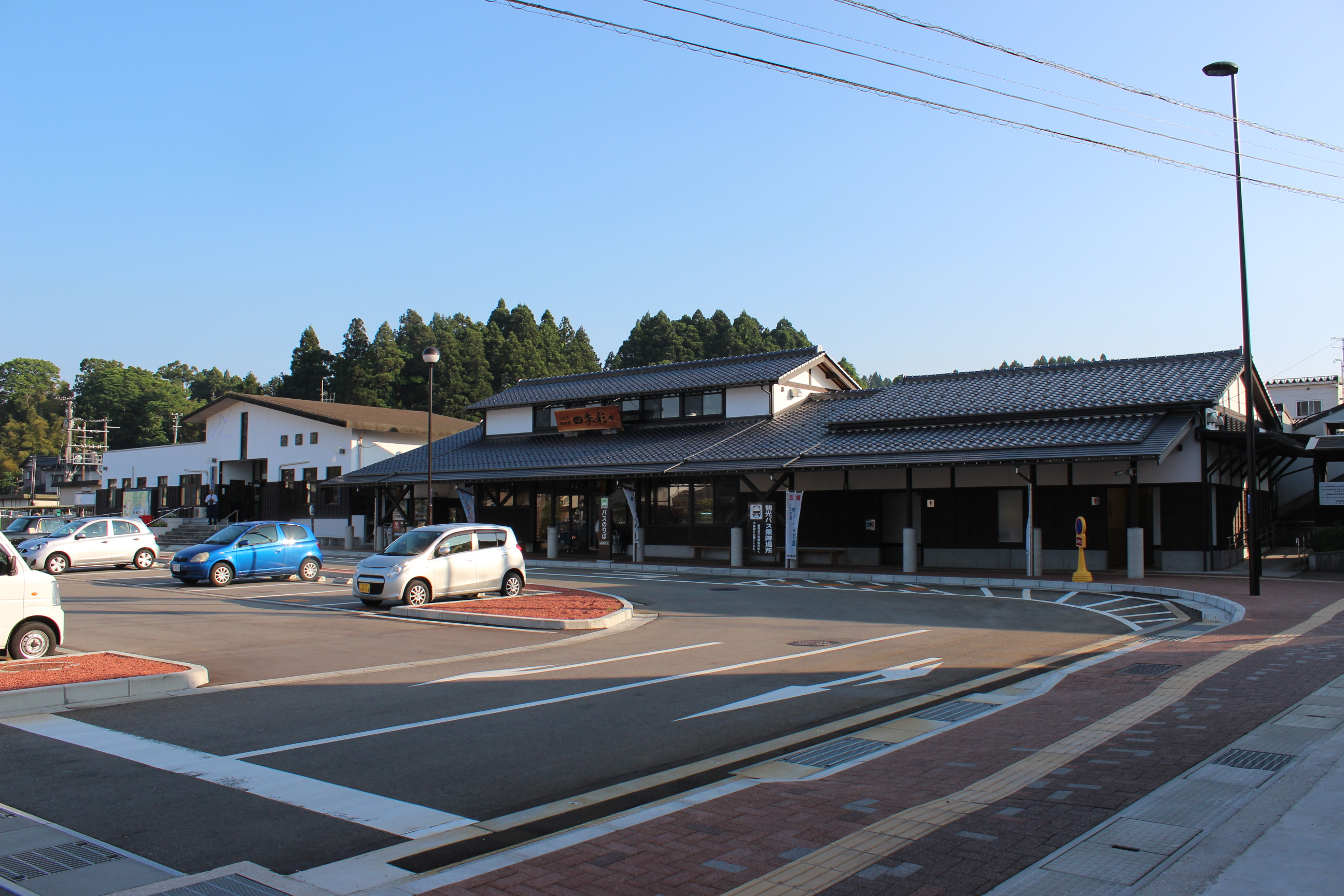
物產館「四季彩彩」
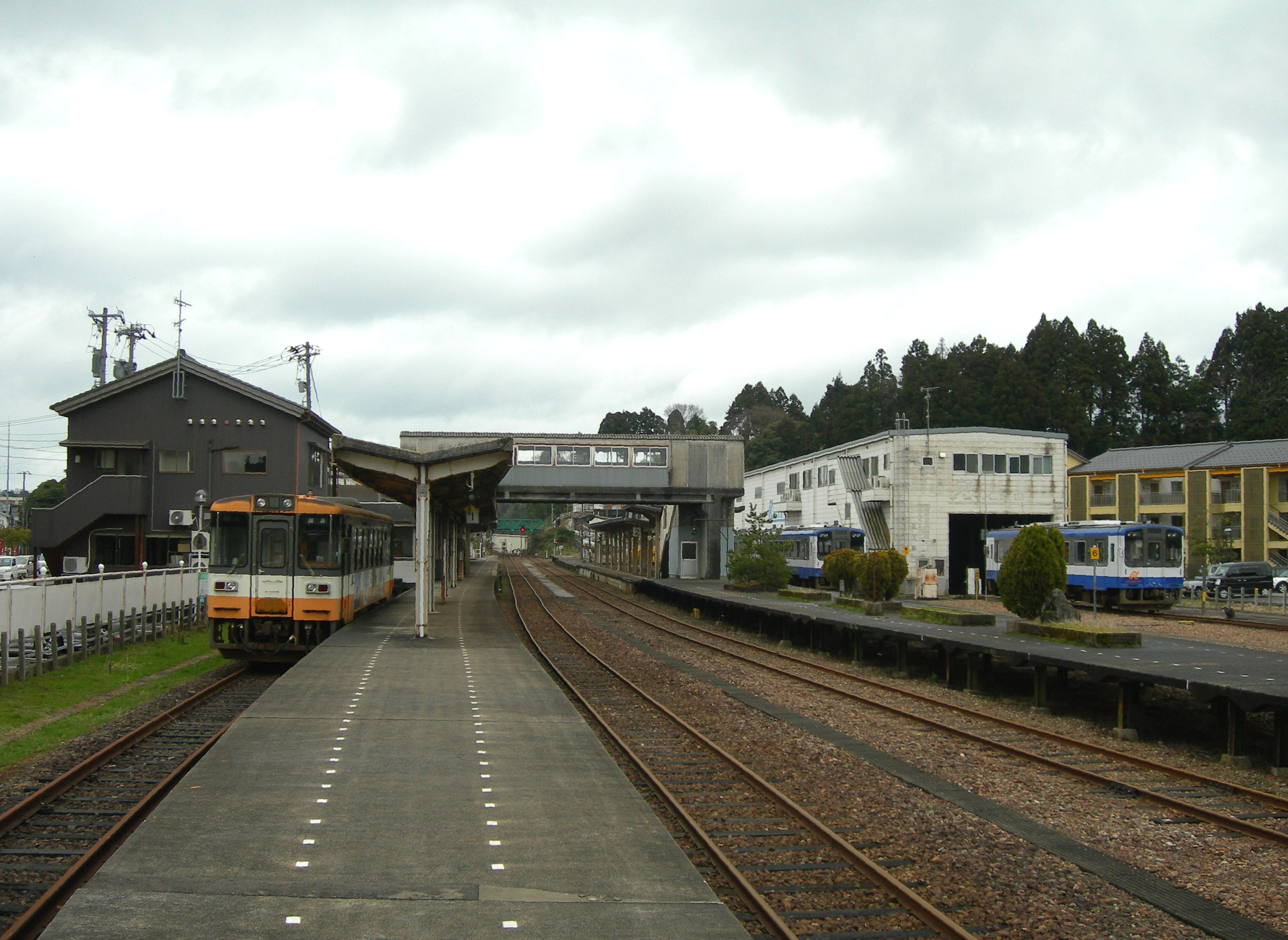
月台全景
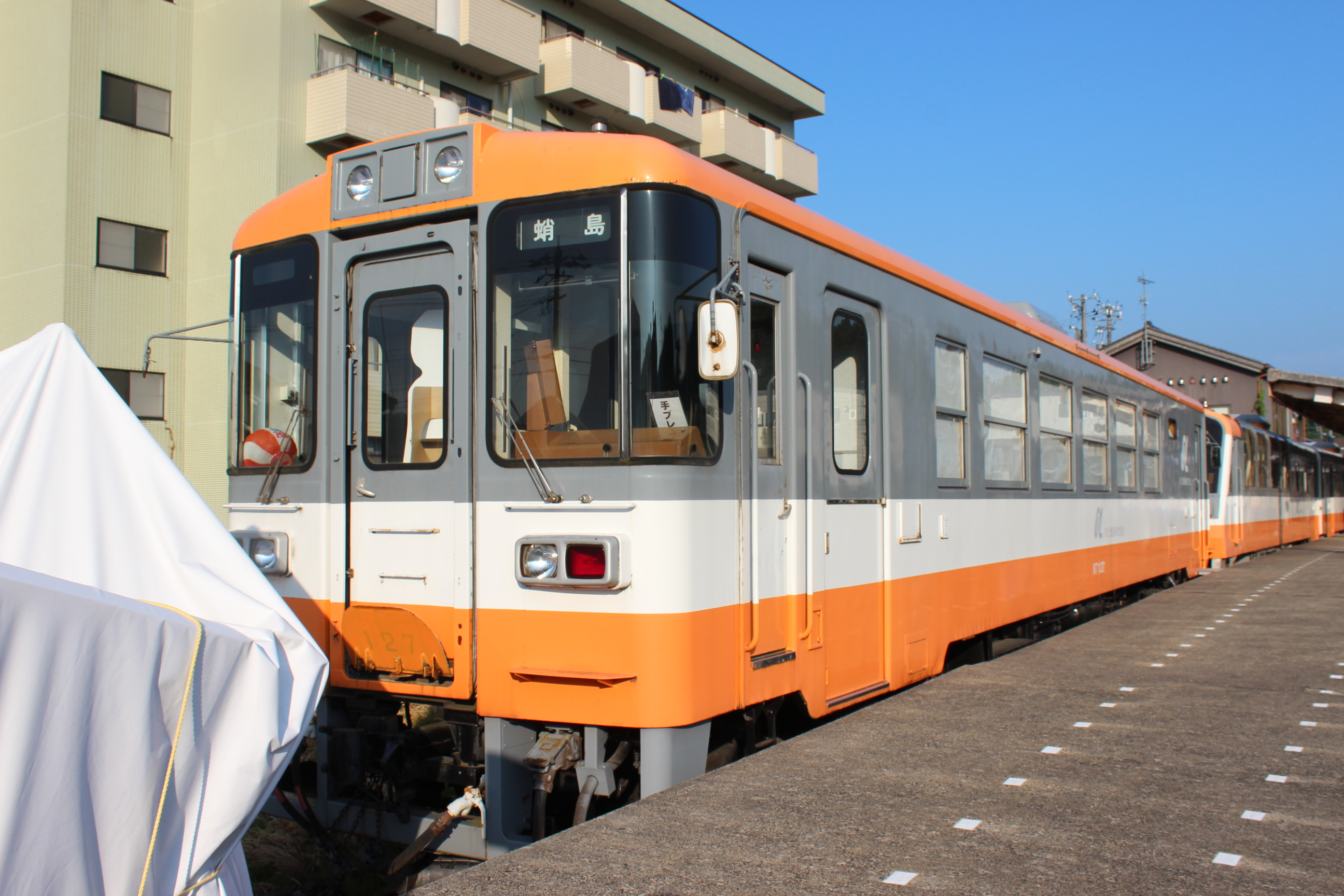
0號月台停泊中的NT100形
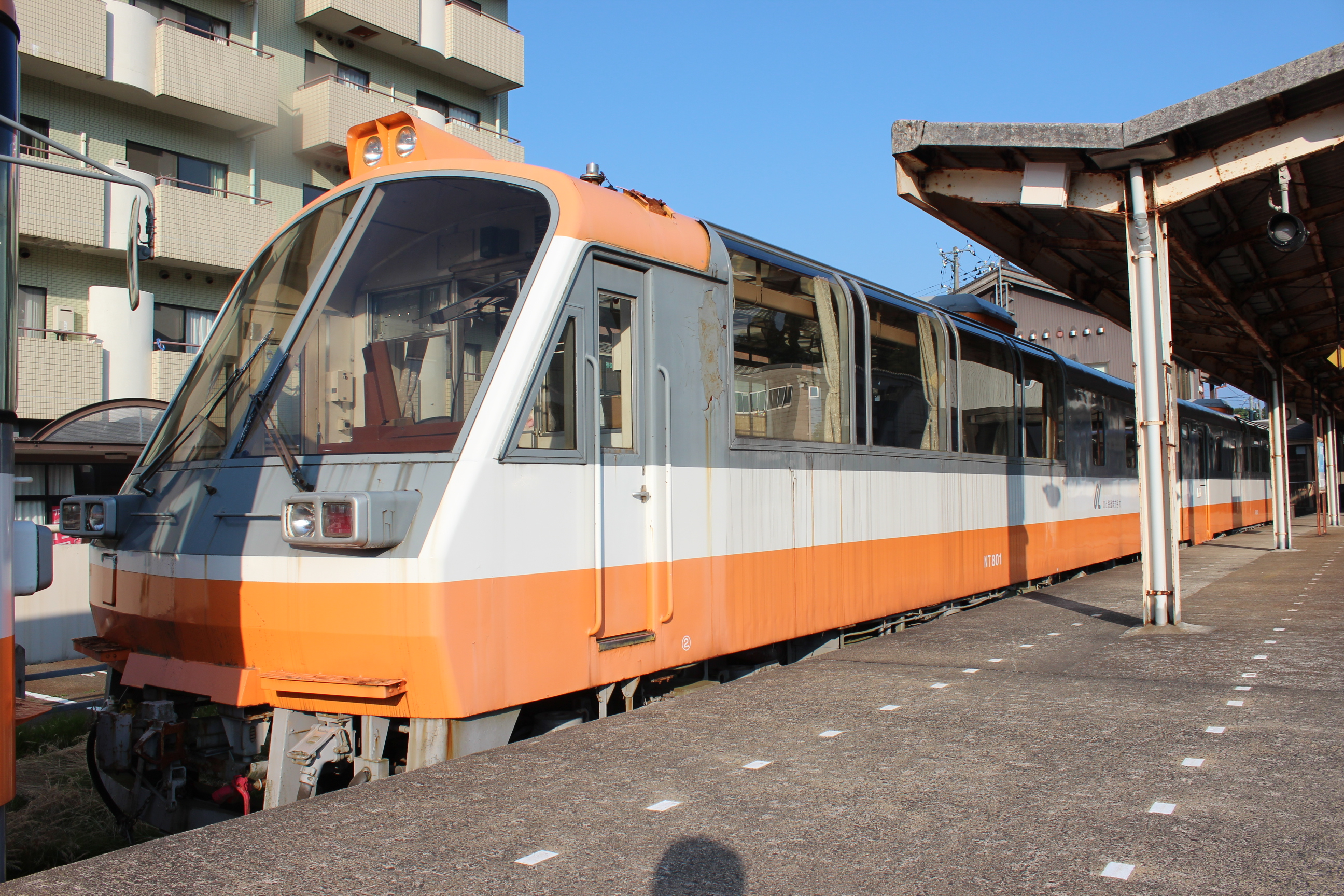
0號月台停泊中的NT800形
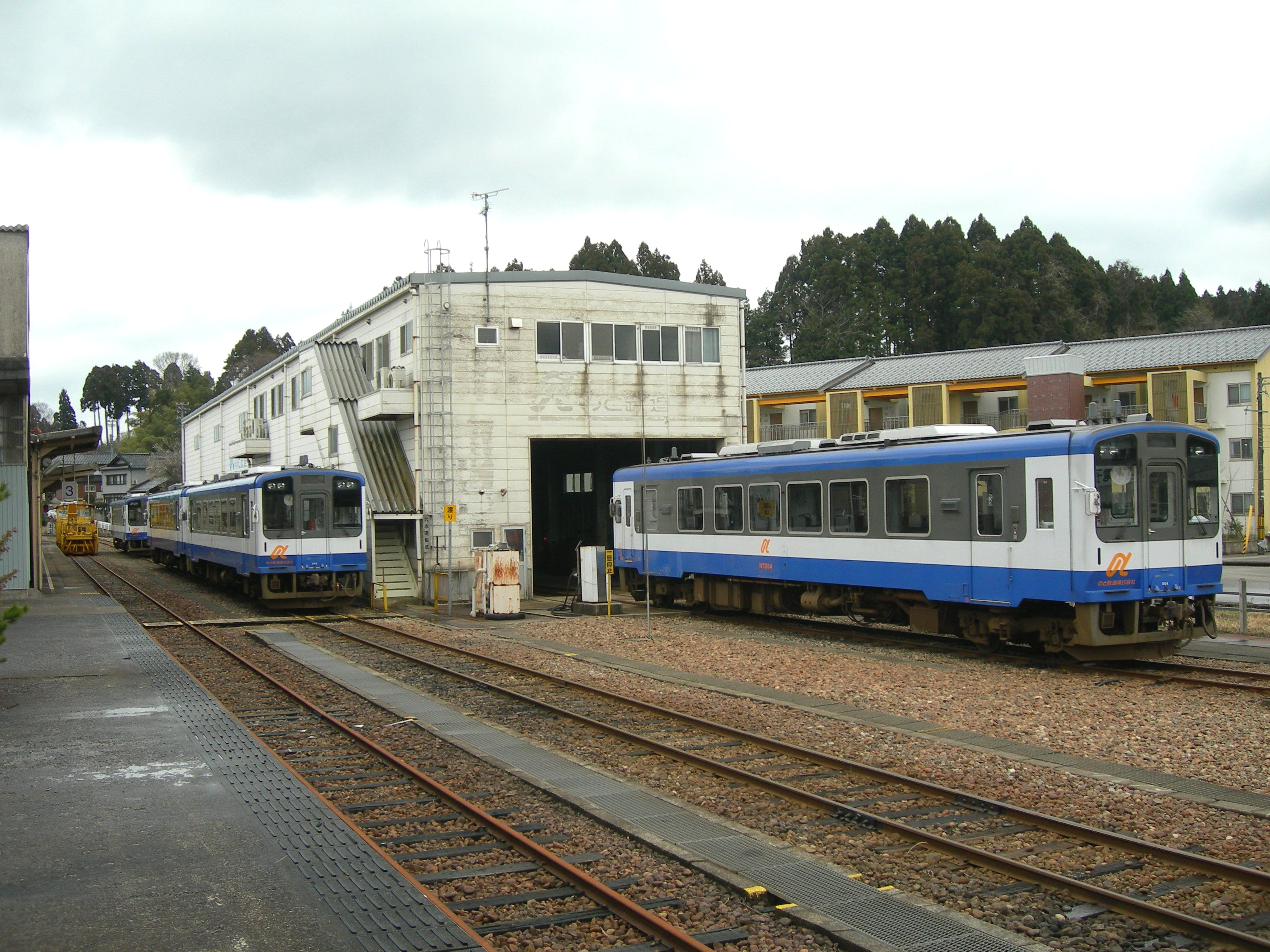
車站內的車廠
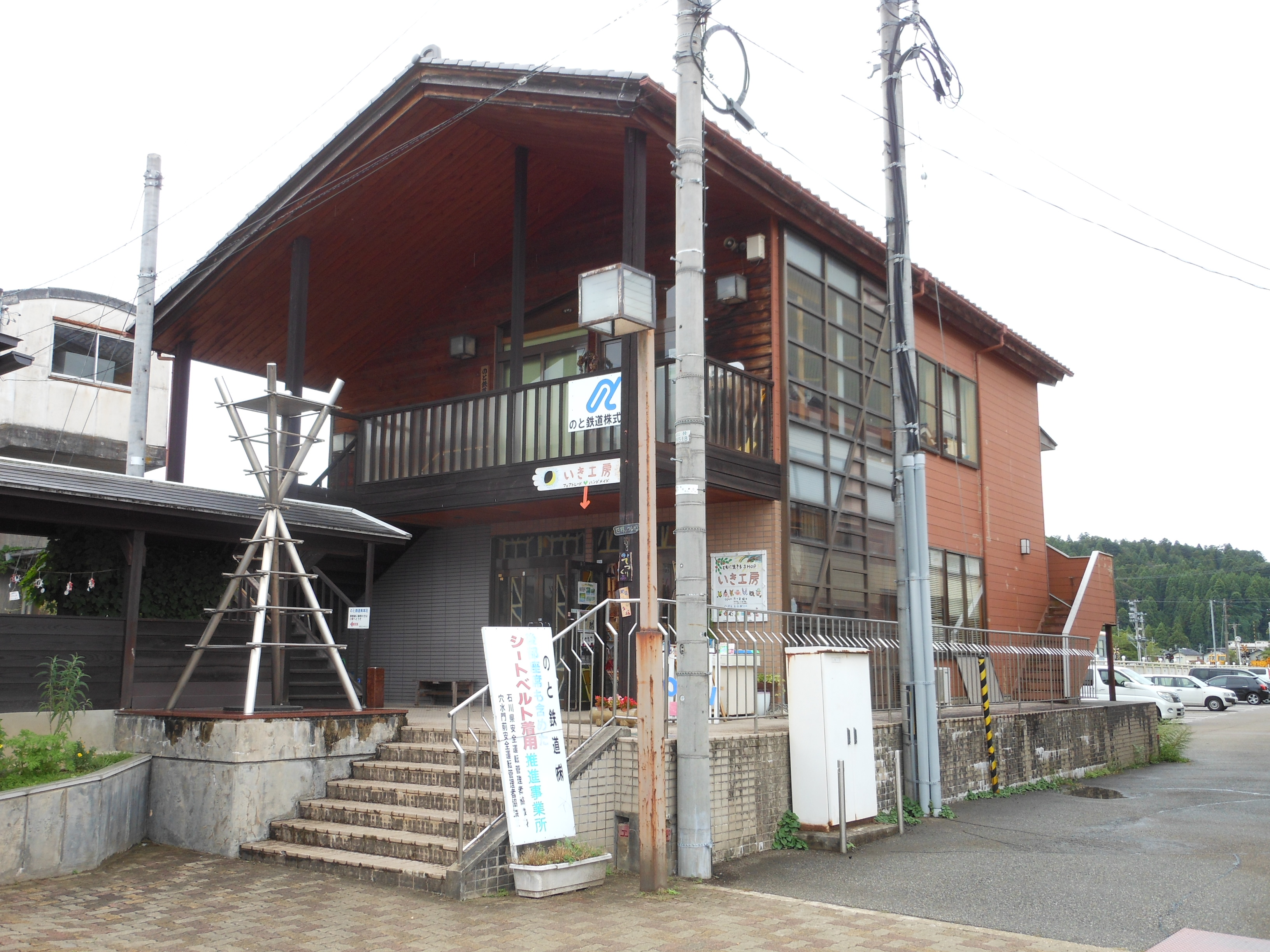
能登鐵道總部（曾經用作「能登穴水站」車站大樓）

## 使用狀況
在2019年（令和元年）度，1日平均乘車人次為113人。
根據「石川縣統計書」，以下為1日平均乘車人次變化：
| 年度   | 1日平均 乘車人次 |
| ------ | ---------------- |
| 1996年 | 900              |
| 1997年 | 702              |
| 1998年 | 667              |
| 1999年 | 647              |
| 2000年 | 615              |
| 2001年 | 504              |
| 2002年 | 398              |
| 2003年 | 367              |
| 2004年 | 359              |
| 2005年 | 192              |
| 2006年 | 173              |
| 2007年 | 188              |
| 2008年 | 185              |
| 2009年 | 192              |
| 2010年 | 174              |
| 2011年 | 145              |
| 2012年 | 135              |
| 2013年 | 125              |
| 2014年 | 97               |
| 2015年 | 135              |
| 2016年 | 130              |
| 2017年 | 107              |
| 2018年 | 119              |
| 2019年 | 113              |

## 車站周邊
車站位於穴水町中心附近。
- 道之驛穴水（日语：道の駅あなみず）
- 穴水町公所
- 穴水町立圖書館
- 穴水大宮（日语：穴水大宮）
- 穴水町立穴水中學（日语：穴水町立穴水中学校）
- 穴水町立穴水小學
- 穴水郵局（日语：穴水郵便局）
- 國道249號

## 巴士路線
在2005年（平成17年）起，當時廢止能登線和部分七尾線（輪島線）之替代巴士開始行走。
曾經在站前設有奧能登的圍繞定期觀光巴士巴士站，後來不再途經站前。
穴水站前巴士站
- 珠洲特急、珠洲宇出津特急（日语：能登方面特急バス）：前往大谷、鈴成館前、珠洲鉢崎 / 前往金澤站
- 穴水輪島線：前往能登機場、輪島站前（日语：道の駅輪島） / 前往塚田 / 前往穴水綜合醫院口
- 唐川線：前往上唐川
- 穴水線：前往門前 / 前往穴水綜合醫院
- 大田原線：前往樟谷、鵜川站前 / 前往穴水綜合醫院
- 鹿島線：前往能登鹿島、曾福 / 前往穴水綜合醫院
- 穴水珠洲 (A/B/C) 線：前往松波城址公園口、鵜飼站前、飯田高校（日语：石川県立飯田高等学校）下、珠洲市綜合醫院（日语：珠洲市総合病院）前、珠洲鉢崎 / 前往穴水綜合醫院
- 穴水宇出津 (A/B/C) 線：前往鵜川站前、宇出津站前（日语：宇出津站） / 前往穴水綜合醫院
- 穴水東部線：前往岩車、鹿波、兜診所前、立戶之濱、前波南、竹太 / 前往穴水綜合醫院
- 高校線：穴水站前 - 穴水高校（日语：石川県立穴水高等学校） - 穴水站前
- 穴水町免費觀光巴士「羅爾號」 - 途經中居鑄物館、能登葡萄酒、能登大佛 前往穴水站前（每日2班，在5～10月的星期日行走）

## 相鄰車站
能登鐵道
■七尾線
能登鹿島－穴水

### 曾經存在的路線
能登鐵道
七尾線
穴水－能登三井
能登線
穴水－中居

## 注腳
1. 1 2 3 4 5 6  川島 2010，第59頁.
2. 1 2 3 4  JTB 1998，第154頁.
3. ↑  . 中日新聞Web. 2020-10-26  [2021-05-02]. （原始内容存档于2020-11-01） （日语）.
4. ↑  朝日 2011，第20頁.
5. ↑  《鉄道ジャーナル》通卷550號（2012年8月號），77頁。
6. ↑  . 金澤經濟新聞. 2011-04-01  [2021-05-02]. （原始内容存档于2021-05-01） （日语）.
7. 1 2 3 4  朝日 2011，第15頁.
8. ↑  ほっと石川旅ねっと のと鉄道牡蠣炭火焼店「あつあつ亭」 （页面存档备份，存于）（日語） - 石川縣觀光聯盟
9. ↑  穴水町物産館 四季彩々 （页面存档备份，存于）（日語）
10. 1 2 3 4 5 6 7  朝日 2011，第21頁.
11. 1 2 3 4  JTB 1998，第155頁.
12. ↑  《私鉄の廃線跡を歩く》，139頁。
13. ↑  川島 2010，第39頁.
14. ↑  寺田裕一《私鉄の廃線跡を歩くIII 北陸・上越・近畿編》，JTB出版，2008年，150頁。ISBN 978-4-533-07145-4
15. ↑  . Response.. 2014-08-11  [2021-05-02]. （原始内容存档于2021-05-02）.
16. ↑  【のと鉄道】穴水駅における保存車輌の現況 （页面存档备份，存于）（日語） - 鐵道 Hovidas RM新聞，2011年6月13日
17. ↑   川島令三《全国鉄道事情大研究 北陸編(1)》，相思社，1995年，199頁。ISBN 4-7942-0616-X
18. ↑   (PDF). 石川県: 104. 2021-03  [2021-04-12]. （原始内容 (PDF)存档于2021-11-09） （日语）.

## 外部連結
- 七尾線、穴水站 （页面存档备份，存于）（日語） - 能登鐵道